# Бабак (пісня)

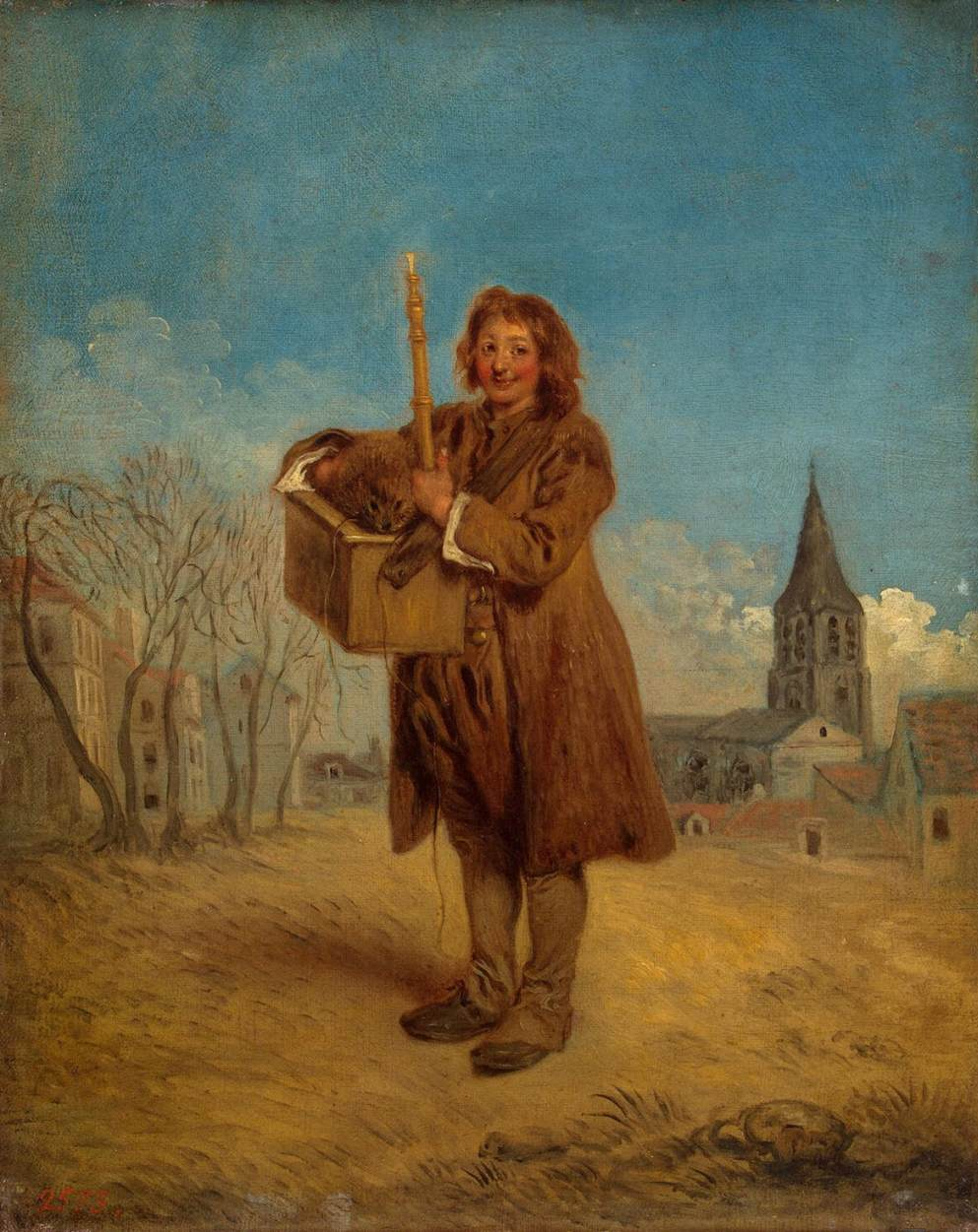
Картина А. Ватто «Савояр з бабаком»

«Бабак», тв. 52 № 7 (фр. Marmotte) — пісня Людвіга ван Бетховена на вірші Й. В. Гете (з п'єси «Ярмарок в Плундерсвейлерні», 1773). Опублікована вперше 1788 року. Увійшла до циклу «Acht Lieder» (нім. Вісім пісень) тв. 52. В більшості німецьких видань цю пісню уміщено тільки з першим куплетом і не зазначено імені автора цього вірша. 
Пісня виконується від імені маленького савояра, що заробляє у Німеччині піснями з видресируваним бабаком. В оригіналі чергуються німецькі і французькі рядки. Українською мовою цю пісню перекладали:
- Д. Загул («Чимало я пройшов країн…»)[2]
- М. Рильський (під назвою «Хлопчик з бабаком»), причому поет передбачив як варіант із чергуванням україномовних та французькомовних рядків (відповідно до оригіналу), так і повністю україномовну версію[3].
- Ю. Отрошенко (під назвою «Байбачок»)[4].
- М. Верес.